# Jiujiang
Jiujiang léase:Chiú-Chiáng (en chino: 九江市, pinyin: Jiǔjiāng shì, literalmente: nueve ríos) es una ciudad-prefectura en la provincia de Jiangxi, República Popular China. Limita al norte con Huangshi, al sur con Nanchang,al oeste con Xianning y al este con Jingdezhen. Su área total es de 18 887 km² y su población es de 4,7 millones.

## Administración
La ciudad prefectura de Jiujiang administra 2 distritos, 3 ciudades y 9 condados:
- Distrito Xunyang 浔阳区
- Distritole Lushan 庐山区
- Ciudad Ruichang 瑞昌市
- Ciudad Gongqingcheng 共青城市
- Ciudad Ruichang 瑞昌市
- Ciudad Lushan庐山市
- Condado Jiujiang 九江县
- Condado Wuning 武宁县
- Condado Xiushui 修水县
- Condado Yongxiu 永修县
- Condado De'an 德安县
- Condado Xīngzi 星子县
- Condado Duchang 都昌县
- Condado Húkǒu 湖口县
- Condado Pengze 彭泽县

## Historia
En la antigüedad se dijo que nueve ríos convergentes cerca de donde hoy es Jiujiang surgió una ciudad para convertirse en el puerto principal de agua de Jiangxi. Durante la Dinastía Shang Jiujiang era una capital de varios estados. En el Período de Primaveras y Otoños Jiujiang limitaba entre los estados de Wu y Chu. Tao Yuan, un famoso filósofo chino vivió cerca de aquí.
La ciudad también ha sido conocida como Jiangzhou y Xunyang en tiempos pasados. Durante la Dinastía Qing fue conocida como Sin Yang, en la Dinastía Liang fue llamada Jiang Zhou. En la Dinastía Song la llamaron Ting Jiang. La Dinastía Ming, dio el nombre que se conserva hasta hoy.
Un miembro del comité de Lord Elgin llegó en 1858 para examinar los puertos chinos. Luego de eso la ciudad se convirtió en uno de los tres centros del comercio del té en China junto con Hankou y Fuzhou. Los rusos tenían dos fábricas de producción de té y de ladrillos, pero dejó de funcionar en 1917.

## Transporte
La columna vertebral de la ciudad es la industria de automóviles, maquinaria, petroquímica, construcción naval y los textiles. Tiene un sistema ferroviario que llega a Beijing y Shanghái. La ciudad tiene su propio aeropuerto regional.

## Clima
| Parámetros climáticos promedio de Jiujiang | Parámetros climáticos promedio de Jiujiang | Parámetros climáticos promedio de Jiujiang | Parámetros climáticos promedio de Jiujiang | Parámetros climáticos promedio de Jiujiang | Parámetros climáticos promedio de Jiujiang | Parámetros climáticos promedio de Jiujiang | Parámetros climáticos promedio de Jiujiang | Parámetros climáticos promedio de Jiujiang | Parámetros climáticos promedio de Jiujiang | Parámetros climáticos promedio de Jiujiang | Parámetros climáticos promedio de Jiujiang | Parámetros climáticos promedio de Jiujiang | Parámetros climáticos promedio de Jiujiang |
| Mes                                        | Ene.                                       | Feb.                                       | Mar.                                       | Abr.                                       | May.                                       | Jun.                                       | Jul.                                       | Ago.                                       | Sep.                                       | Oct.                                       | Nov.                                       | Dic.                                       | Anual                                      |
| ------------------------------------------ | ------------------------------------------ | ------------------------------------------ | ------------------------------------------ | ------------------------------------------ | ------------------------------------------ | ------------------------------------------ | ------------------------------------------ | ------------------------------------------ | ------------------------------------------ | ------------------------------------------ | ------------------------------------------ | ------------------------------------------ | ------------------------------------------ |
| Temp. máx. media (°C)                      | 7.8                                        | 10                                         | 15                                         | 21.1                                       | 24.4                                       | 30                                         | 34.4                                       | 32.8                                       | 27.8                                       | 22.8                                       | 16.7                                       | 10.6                                       | 21.1                                       |
| Temp. mín. media (°C)                      | 0.6                                        | 2.8                                        | 7.8                                        | 12.8                                       | 17.2                                       | 22.8                                       | 26.1                                       | 25                                         | 21.1                                       | 13.9                                       | 8.9                                        | 3.3                                        | 13.5                                       |
| Precipitación total (mm)                   | 63.5                                       | 83.8                                       | 149.9                                      | 180.3                                      | 175.3                                      | 243.8                                      | 142.2                                      | 132.1                                      | 88.9                                       | 96.5                                       | 68.6                                       | 43.2                                       | 1468.1                                     |
| Fuente: Weatherbase                        |                                            |                                            |                                            |                                            |                                            |                                            |                                            |                                            |                                            |                                            |                                            |                                            |                                            |

## Ciudades hermanadas
- La Plata, Argentina
- Copiapó, Chile